# フレスポ山形北
フレスポ山形北（フレスポやまがたきた）は、山形県山形市にある複合商業施設。

## 概要
山形市が整備を進めてきた嶋土地区画整理事業地内に大和リースが開発したショッピングセンターである。既に開業していたしまむらグループによる嶋ファッションモール、ヨークベニマルを核としたヨークタウン嶋に続く嶋地区の商業施設として2007年10月12日に開業した。出店した店舗の内、ABCマート、シューラルーは山形県初出店となった。ユニクロ、洋服の青山といったカジュアル衣料ショップも開店したが、それに合わせ既存店であったユニクロ馬見ケ崎店が2017年10月11日に、洋服の青山北山形店が2017年9月30日で閉店している。

## 構成
- 1階建て
- 駐車場327台、駐輪場151台（共に無料）

各店舗の詳細は公式サイト「フロアガイド」または「ショップ検索」を参照。

## アクセス

### 鉄道
- 嶋地区内には鉄道駅がない為、最寄り駅から大分距離がある。

### バス
- 山形駅又は山交バスターミナル発「山形病院」行き（山交バス）→嶋ショッピングタウン降車→徒歩5分[3]